# Supercoppa di Spagna 2005 (hockey su pista)
La Supercoppa di Spagna 2005 è stata la 2ª edizione dell'omonima competizione spagnola di hockey su pista. Il torneo ha avuto luogo dal 18 al 25 ottobre 2005. A conquistare il titolo è stato il Barcellona per la seconda volta nella sua storia superando in finale il Vic.

## Squadre partecipanti
| Club       | Qualificazione                              | Partecipazioni precedenti (il grassetto indica la vittoria) |
| ---------- | ------------------------------------------- | ----------------------------------------------------------- |
| Barcellona | Vincitore dell'Ok Liga e della Coppa del Re | 2004                                                        |
| Vic        | Finalista della Coppa del Re                | Esordiente                                                  |

## Risultati

### Finale di andata
| Barcellona 18 ottobre 2005 | Barcellona | 4 – 2 | Vic | Palau Blaugrana |

### Finale di ritorno
| Vic 25 ottobre 2005 | Vic | 3 – 6 | Barcellona | Pavelló Olímpic de Vic |